# Alexander Tolčinský
Alexander Tolčinský (2. srpna 1969 Praha – 1. září 2015) byl český novinář a diplomat.

## Život
Vystudoval finance na Vysoké škole ekonomické v Praze. První novinářské zkušenosti získal v televizi OSN v Záhřebu. Poté pracoval jako diplomat ministerstva zahraničí. Působil jako zástupce ministerstva na mezinárodní misi v Iráku. V Iráku po spojenecké invazi a na jaře 2003 pracoval jako reportér České televize. Následně pracoval v Českém rozhlasu, kde působil jako zahraniční zpravodaj v Polsku, moderoval pořad Názory a argumenty na ČRo 6 a ČRo Plus. Komentoval dění na Ukrajině a na Balkáně. Jako zvláštní zpravodaj informoval o bojích na východní Ukrajině.

## Publikace
- Příliš brzy na snídani : Irák – pohled zblízka (Praha : Dokořán, 2004)